# Шатонёф-де-Гадань
Шатонёф-де-Гадань (фр. Châteauneuf-de-Gadagne) — коммуна во французском департаменте Воклюз региона Прованс — Альпы — Лазурный Берег. Относится к кантону Л’Иль-сюр-ла-Сорг.

## Географическое положение

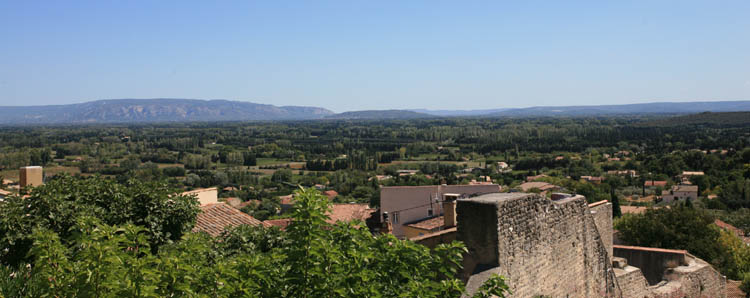
Вид на Шатонёф-де-Гадань.

Шатонёф-де-Гадань расположен в 11 км к востоку от Авиньона. Соседние коммуны: Сен-Сатюрнен-лез-Авиньон и Жонкеретт на севере, Ле-Тор на востоке, Комон-сюр-Дюранс на юге, Монфаве и Моньер-лез-Авиньон на западе.

## Демография
Население коммуны на 2010 год составляло 3259 человек.
| 1962 | 1968 | 1975 | 1982 | 1990 | 1999 | 2010 |
| ---- | ---- | ---- | ---- | ---- | ---- | ---- |
| 1222 | 1349 | 1678 | 2021 | 2636 | 2843 | 3259 |

## Достопримечательности
- Замок де Фон-Сегюнь. Здесь в 1854 году жил Альфонс Таван и фелибры.
- Церковь
- Крест
- Остатки фортификационных сооружений и старинные ворота.
- Памятник павшим в Первую мировую войну.
- Часовня Сен-Рош.

## Известные уроженцы
- Альфонс Таван (фр. Alphonse Tavan; 1833—1905) — провансальский поэт, один из основателей литературного движения фелибров.

## Галерея

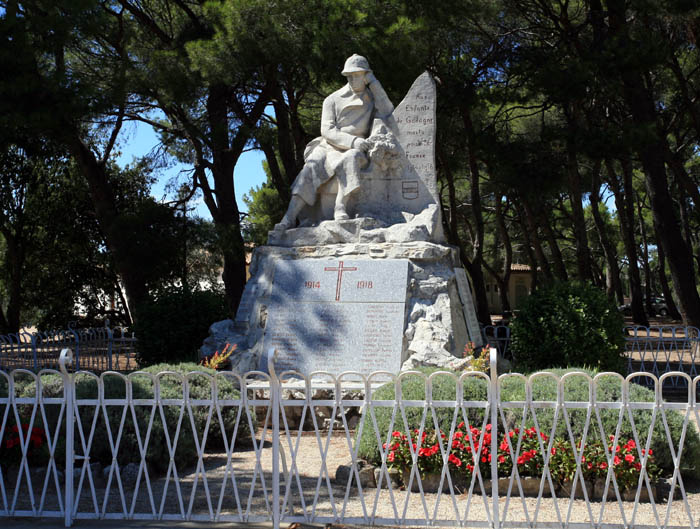
Памятник павшим в Первую мировую войну.
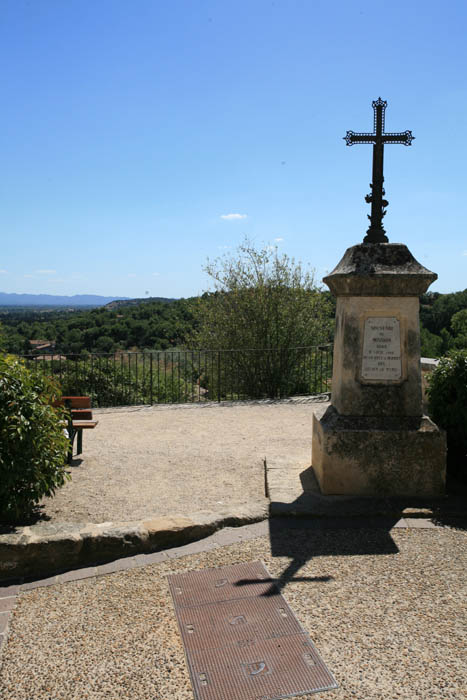
Крест
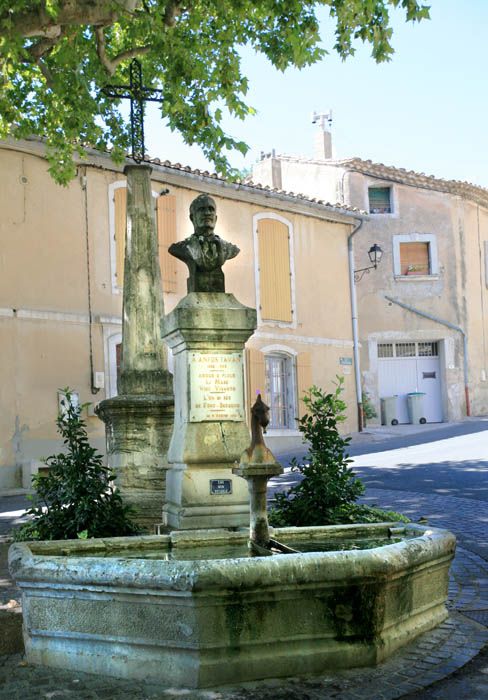
Памятник Альфонсу Тавану